# 참소리 축음기 에디슨 박물관
참소리 축음기 에디슨 박물관은 강원특별자치도 강릉시 경포로 393에 위치한 박물관이다. 음악 박물관 성격인 참소리축음기박물관과 과학 박물관 성격인 에디슨사이언스뮤지엄 두 개의 특화 박물관으로 구성되어 있다. 맞은편에는 경포호수가 있다.

## 역사
1982년 강릉시 송정동에서 설립자인 손성목이 "참소리 방"으로 설립한 것에서 시작한다. 이후 1992년 11월, 참소리축음기박물관으로 정식 개관했다. 이후 공간의 협소함 등의 문제로 한 때 속초 이전설까지 있었으나, 강릉시에서 신축 이전 사업을 추진하여 2007년 2월 경포도립공원의 현 위치로 이전하였다.

## 전시품 구성
설립자 손성목 개인이 세계 60개국을 돌며 수집한 명품 축음기 및 뮤직박스, 라디오, TV 그리고 토머스 에디슨의 발명품 등 5000여점이 과학과 음악 등을 특화되어 전시되어 있다. 이는 소장품 규모면에선 세계 최대의 박물관이다. 전 세계 축음기 및 에디슨 발명품의 1/3 이상이 여기에 소장되어 있다.
- 참소리축음기박물관 - 뮤직박스, 축음기, 라디오 등 약 2,500여점이 전시되어 있다. 또한 축음기시대의 아날로그 음악에서 현대 DVD 디지털 음악까지 관람할 수 있는 전용 음악 감상실이 설치되어 있다.
- 에디슨과학박물관 - 에디슨의 3,500여점 발명품 중 대표적 3대 발명품인 축음기, 전구, 영사기를 비롯한 에디슨의 발명품과 유품 등 2,000여점이 전시되어 있다.
- 옥외자동차전시관 - 에디슨 전기자동차를 비롯, 1920년대 제작된 축음기선전용 자동차등이 전시되어 있다.

전시 공간 문제로 인해 수장고에 보관 중인 약 3,500여점의 소장품은 1년에 3~4회의 교환 전시를 통해 관람객에게 선보인다.

## 개관일
- 09:00~17:30(하절기 18:00)

주말 및 여름 휴가시 야간 개장도 한다.

## 요금
- 일반:7000(단체:6000원)
- 청소년:6000(단체:5000원)
- 어린이:5000(단체:3500원)

단체 적용 인원은 30명 이상이고, 어린이는 4세 이상 기준이다.

## 같이 보기
- 대한민국의 박물관과 미술관 목록
- 대한민국의 사립박물관 목록
- 강원도의 박물관과 미술관 목록